# ハンガリー王国

ハンガリー王国
Magyar Királyság (ハンガリー語)
Regnum Hungariae (ラテン語)
Königreich Ungarn (ドイツ語)

国の標語: Regnum Mariae Patronae Hungariae（ラテン語）
マリアの王国、ハンガリーの保護者国歌: Himnusz（ハンガリー語）
賛称（1844年 - 1918年）

ハンガリー王国とクロアチア王国の同君連合の位置（1190年）

ハンガリー王国（ハンガリーおうこく、ハンガリー語: Magyar Királyság）は、かつて現在のハンガリーを中心とする地域を統治していた王国である。

## 歴史

### 王国のはじまり
955年、レヒフェルトの戦いに敗れたマジャール人たちは、戦後当初、外交的には東ローマ帝国（ビザンツ）、ブルガリア帝国、あるいはルーシ（キエフ大公国）などと結びつく道もあったが、大首長のハンガリー大公ゲーザは、973年、神聖ローマ皇帝に依頼して宣教師を派遣させ、マジャール人へのキリスト教布教を認めた。ゲーザの子ヴァイクは985年、プラハの聖アダルバートから洗礼を受け、イシュトヴァーンの洗礼名を授けられた。イシュトヴァーンは997年、父ゲーザの死を受けて大首長となり、各地に軍事遠征を行ってハンガリーの統一を進め、1000年12月25日、ローマ教皇のシルウェステル2世から授かった冠を用いて、ハンガリー王イシュトヴァーン1世としてエステルゴムで戴冠式を行った。こうして、正式にハンガリー王国が発足した。以後、その一族であるアールパード朝による統治が300年続いた。
以後、ハンガリー王国は北部のスロヴァキア（モラヴィア）、南部のクロアチアのスラヴ人を支配下に入れ、さらにルーマニアのトランシルヴァニアにも勢力を伸ばした。この頃がハンガリーの絶頂期であり、中欧の強国として君臨していた。この時代の領域は聖イシュトヴァーンの王冠の地と呼ばれ、以後ハンガリーの歴史観において重要な位置を占めた。このためハンガリー王となるものは聖イシュトヴァーンの王冠を戴く者であるという概念が生まれた。
1240年にはモンゴル帝国のバトゥによる侵略を受け、甚大な被害をうけた（モンゴルのポーランド侵攻）。この経験を経たことでハンガリー国王は防衛体制を整える必要に迫られ、貴族層に土地を与えて彼らの主導で堅固な城塞を築かせていった。同じく防衛上の観点からも城壁を持つ都市の発展が求められ、従来までの都市のほか、新たにドイツ人の入植を契機とした都市も形成・発展した。その例として、シビウ、ブラショフ、ビストリツァ、コシツェなどが挙げられる。

### ハプスブルクとオスマン
その後1301年にアールパート朝が断絶すると選挙王制となり、1308年にナポリ王国のアンジュー家から王が出た（ハンガリー・アンジュー朝）。以後世襲王朝が続き、その間ハンガリー王だけでなくポーランド王も兼ねるようになったが1395年に断絶した。一方、14世紀になると東方からオスマン帝国が興隆し、コソボの戦い以後バルカン半島に進出してきた。神聖ローマ皇帝でハンガリー王のジキスムントは連合十字軍を組織し、対抗したが1396年ニコポリスの戦いで敗北した。
15世紀にはトランシルヴァニア貴族のフニャディ家のマーチャーシュ1世が中小貴族の圧倒的支持を受けて国王に即位し、常備軍を維持して強盛を極めた。しかし、ハンガリーはオスマン帝国の脅威に常にさらされていた。1526年のモハーチの戦いではボヘミア王を兼ねたハンガリー王ラヨシュ2世（ルドヴィク）が戦死する大敗を喫し、ヤギェウォ王家は断絶した。こうして、王冠は姻戚関係にあったオーストリア大公のハプスブルク家が継承することになった。しかし、ボヘミアとハンガリーの貴族は、ラヨシュ2世の姉の夫であるオーストリア大公フェルディナント（のちの神聖ローマ皇帝フェルディナント1世）を国王に迎えることには強く抵抗した。ボヘミアではほどなくしてフェルディナントを国王に選出したが、ハンガリーではポジョニ（ブラチスラヴァ）でフェルディナントが国王に選出されたとき、すでにトランシルヴァニア出身の大領主サポヤイ・ヤーノシュがハンガリー国王としてハンガリー貴族たちの支持を受けて選出されていた。こうしたなか、1529年、オスマン帝国によって第一次ウィーン包囲が起こっている。
ハンガリーを征服したオスマン帝国のスレイマン1世はハンガリーを直轄地（オスマン帝国領ハンガリー）とし、トランシルヴァニアを保護領とした（トランシルヴァニア公国）。ハプスブルク家はハンガリーの北部と西部を支配し（王領ハンガリー）、ハンガリーは150年近くにわたり分割支配され、両国の係争地となった。
1683年の第二次ウィーン包囲以後の大トルコ戦争を経て1699年に結ばれたカルロヴィッツ条約で、ハンガリーのほぼ全域がハプスブルク家のものとなった。これに反発したハンガリー人貴族ラーコーツィ・フェレンツ2世との間で民族解放運動（ラーコーツィの独立戦争）が戦われることとなったが、1711年には鎮圧された。

### 二重制の時代

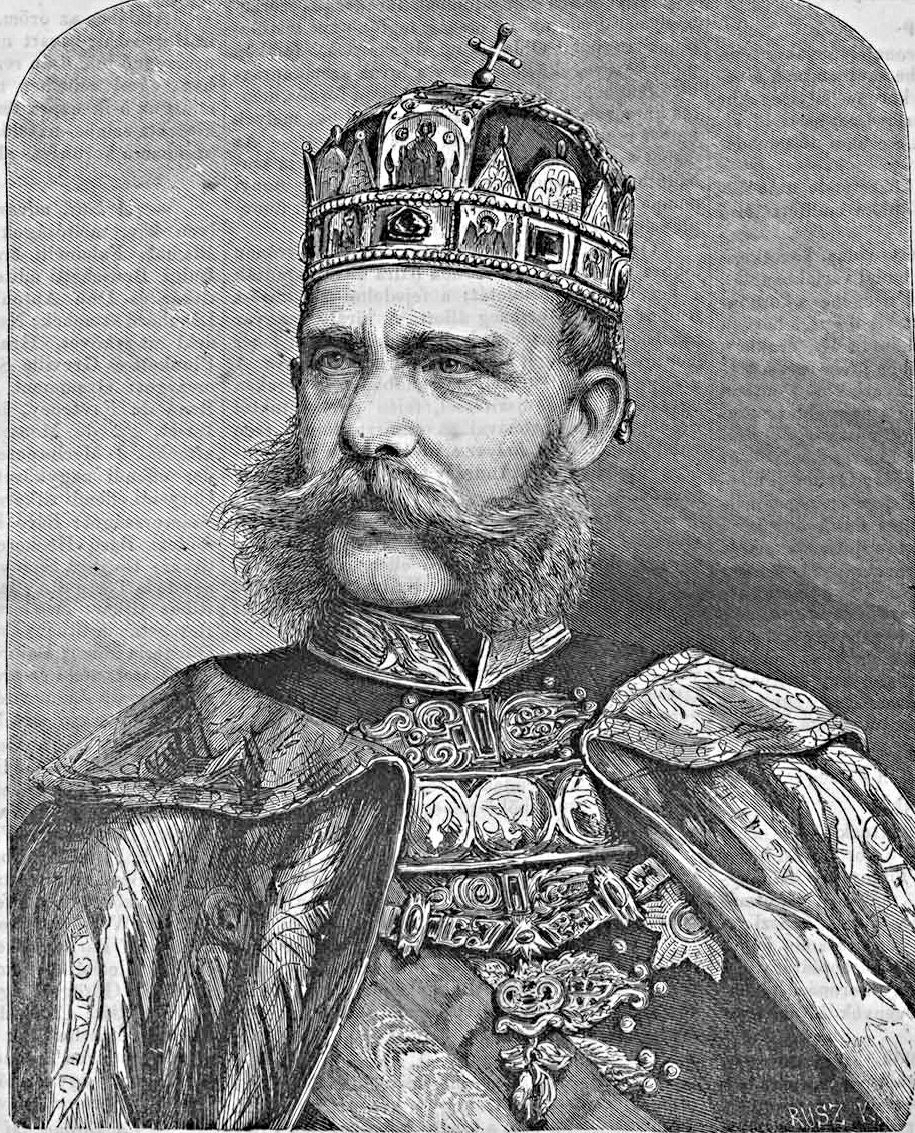
聖イシュトヴァーンの王冠を戴冠するフランツ・ヨーゼフ1世

19世紀が中盤にさしかかるとハプスブルク帝国のヨーロッパでの影響力は相対的に低下し始めた。
1848年の2月革命でオーストリアが混乱すると、3月にコシュート・ラヨシュはペシュトで武装蜂起し（ペシュト蜂起）、自治政府を設立した。しかし国内の安定を取り戻したオーストリア軍に鎮圧されると、コシュートはハンガリーの独立を宣言して再びブダペストを奪回した。しかしオーストリア軍とロシア軍の前に敗れ、独立は失敗した（ハンガリー革命）。
しかし1866年にプロイセン王国との普墺戦争に敗北してドイツでの覇権を喪失するなど弱体化した帝国内部では、ハンガリー人や他の被支配民族の独立運動はなおも活発化した。
これを危惧したフランツ・ヨーゼフ1世はハンガリー人とともに帝国の支配の強化を図り、1867年にハンガリー王国の自治権拡大を認めた。そして自らがオーストリア皇帝とハンガリー国王を兼ねることで、オーストリア＝ハンガリー帝国が成立した。これは帝国を維持したいオーストリア政府と、自治権の一層の強化を求めるハンガリー貴族の両者の利害が一致してできた融和と妥協の産物で、「アウスグライヒ」（和協）と呼ばれる。ハンガリー王国はオーストリア＝ハンガリー二重帝国一翼を担う存在に位置づけられた。王国内には独自の内閣や議会も置かれ、ハプスブルク家に対するハンガリーの影響力は強まったのである。
19世紀末のハンガリーでは資本主義が勃興し、民族主義が高揚した。首都ブダペストは地下鉄が整備されるなどヨーロッパ有数の近代都市としての装いを調え、繁栄した。

### 王国の終焉
1914年に第一次世界大戦が勃発すると、オーストリア＝ハンガリー帝国は中央同盟の一翼を担い戦ったが、1918年に敗北した。11月16日にカーロイ・ミハーイの主導によりハンガリー民主共和国が二重帝国から独立した。しかし共和国の軍事力は弱体であり、東部のトランシルヴァニアをルーマニア王国に、北部ハンガリー（スロバキア・カルパティア・ルテニア）をチェコスロバキアに占領された。
1918年、二重帝国は崩壊し、1919年、ハンガリー革命にともなうハンガリー民主共和国の成立により王国は消滅した。

## 歴代国王
アールパード朝が300年（王国成立以前を含めれば400年）続いた後、13世紀末に断絶するが、その後はアールパード家の血を引く王位請求者による抗争を経て、1308年以降は選挙王制となる。14世紀にはほぼアンジュー朝の統治が続いたが、その断絶後はルクセンブルク家、ハプスブルク家、フニャディ家、ヤギェウォ家の間を王位が変遷した。
1526年以降はハプスブルク家が王位をほぼ独占し（ただし当初は対立王がいた）、同家の神聖ローマ皇帝が、1804年からはオーストリア皇帝がハンガリー王位を継承した。ただし例外が2人いる。1人はローマ王フェルディナント4世で、父フェルディナント3世の生前にハンガリー王位を譲られ、次期皇帝としてローマ王にもなっていたが、帝位を継承する前に死去した。このように、ハンガリー王位は帝位継承に先立って譲位されることが多かった。もう1人はマリア・テレジアで、彼女は神聖ローマ皇帝ではなかったが、ハンガリー女王の他にもボヘミア女王やオーストリア大公に即位した。彼女の夫フランツ1世は神聖ローマ皇帝ではあったが、オーストリア大公、ハンガリー王などではなかった。これは、マリア・テレジアがハプスブルク家の唯一の後継者でありながら、男子でなかったため皇帝になれなかったことで生じた（オーストリア継承戦争を参照）。法的にはマリア・テレジアのハンガリー王継承はカール6世が1713年に発した国事勅書によるものである。

## 首都
- セーケシュフェヘールヴァール（11世紀 - 1543年）
- エステルゴム（11世紀 - 1256年）
- ブダ（1256年 - 1315年）
- テメシュヴァール（ティミショアラ）（1315年 - 1323年）
- ヴィシェグラード（1323年 - 1408年）
- ブダ（1408年 - 1485年）
- ウィーン（1485年 - 1490年）
- ブダ（1490年 - 1536年）
- ポジョニ（ブラチスラヴァ）（1536年 - 1784年）
- ジュラフェヘールヴァール（アルバ・ユリア）（1542年 - 1692年、東ハンガリー王国→トランシルヴァニア公国）
- ブダ（1784年 - 1873年）
- ブダペシュト（1873年 - ）

1541年から1784年まで現スロヴァキアの首都であるブラチスラヴァが首都になったのは、バルカン半島に侵入してきたオスマン帝国の圧力から逃れるためである。

## 年譜
- 896年：アールパードに率いられたマジャール人がパンノニアに入る。10世紀前半、モラヴィアの大モラヴィア王国を征服、第一次ブルガリア帝国よりトランシルヴァニアアルプス山脈以北を獲得。ヨーロッパ各地に遠征。
- 1000年頃：イシュトヴァーン1世がローマ教皇より戴冠され、ハンガリー王国が成立する。同時期マジャル人がカトリックを受容し始める。
- 12世紀から13世紀：ハンガリー王国の領域が最大となり、スロバキア、クロアチア、スラヴォニア、ヴォイヴォディナ、トランシルヴァニアを領域化する（大ハンガリー）。
- 1241年：モンゴル帝国の襲来を受け（モヒの戦い）、異民族クマン族（ジョチ・ウルス）も流入する。ベーラ4世は、荒廃したハンガリーの復興事業を行なう。
- 1246年：ライタ川の戦いでベーラ4世がオーストリア公フリードリヒ2世を敗死させる。
- 1248年：バーベンベルク家の断絶につけこんだボヘミア王オタカル2世がオーストリアなどの支配権を獲得。
- 1260年：クレッセンブルンの戦いでベーラ4世がオタカル2世に敗れる。
- 1278年：マルヒフェルトの戦いでラースロー4世は神聖ローマ皇帝ルドルフ1世とともにボヘミアのオタカル2世を破り、ハプスブルク家の神聖ローマ皇帝とともに欧州の有力な勢力となる。
- 1308年：選挙王政に移行。外国貴族による王朝の時代。
- 1396年：オスマン帝国とのニコポリスの戦い。ジギスムント敗走。
- 1444年：オスマン帝国とのヴァルナの戦い。ヴァルナ十字軍が敗れ、1452年までハンガリー王位が空位となる。
- 1446年－1452年：ハンガリー王国摂政フニャディ・ヤーノシュによるハンガリー復興。
- 1458年：フニャディによってオスマン帝国撃退。
- 1479年：ハンガリー王マーチャーシュ1世がオーストリア（オーストリア大公国）を支配する。
- 1485年：マーチャーシュ1世、ウィーンを占領（－1490年）。
- 1526年：オスマン帝国とのモハーチの戦いでラヨシュ2世戦死。
  - ハンガリー王国は領土の大部分をオスマンに奪われる。
  - ハンガリー王位を巡り、ハプスブルク家とハンガリー貴族サポヤイ・ヤーノシュが争う。
  - 以降ハンガリー王冠はハプスブルク家によって所有される。

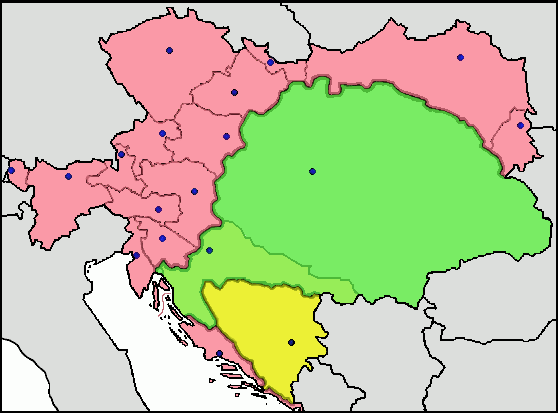
オーストリア＝ハンガリー帝国の領域図｡花浅葱色の地域がハンガリー王国

- 1541年：オスマン帝国がハプスブルク家のハンガリー王位を承認。代わりにオスマン帝国領ハンガリーが南部に成立。
- 1571年：トランシルヴァニア公国が分離。ハンガリー王国は、公国とハプスブルク家の王領ハンガリー、オスマン帝国領ハンガリーに分断される。
- 1623年：ハプスブルク家によるハンガリー王位の世襲権を認める。
- 1683年：第二次ウィーン包囲。ポーランドの支援を受けて撃退。オスマン帝国への反撃を開始する。
- 1699年：カルロヴィッツ条約においてハンガリーがオスマン領ハンガリー、トランシルヴァニアなど大半を回復する。
- 1740年：マリア・テレジアによるハンガリー女王戴冠（オーストリア継承戦争）。
- 1761年：クロアチア、スラヴォニア、ヴォイヴォディナも回復。
- 1804年：オーストリア帝国成立。
- 1848年：1848年革命起こる。ハンガリーで蜂起。ハンガリー独立宣言（ - 1849年）
- 1867年：オーストリア＝ハンガリー二重帝国成立（アウスグライヒ）。
- 1867年：クロアチアとの間でナゴドバ法が結ばれる。

- 1918年：第一次世界大戦で敗れる。アスター革命（ハンガリー語版、英語版）後、11月16日にカーロイ・ミハーイ（ハンガリー語版、英語版）によるハンガリー民主共和国が独立宣言。350年以上に亘ったハプスブルク家によるハンガリーの統治は終焉した。

## 統治地域
現在のハンガリー共和国とは異なる。現在の共和国領全域に加え
- スロバキア共和国全域（北部ハンガリー）
- クロアチア共和国
  - クロアチア地方
  - スラヴォニア地方
- セルビア共和国
  - ヴォイヴォディナ
- ルーマニア
  - トランシルヴァニア
- オーストリア共和国
  - ブルゲンラント州

がハンガリー王国の最大領域であった。

## 王国の残した問題
ハンガリー王国はかつてのその広大な領域に数多くのマジャール人を残した。現在でも、スロバキア、クロアチア、セルビア、モンテネグロ、ルーマニアには数多くのマジャール人が住んでおり、ハンガリーとこれらの国の外交問題の一つとなっている。
例として、ヴォイヴォディナにおいては1941年のユーゴスラビア侵攻の理由の一つとなった。また、1989年に起こったルーマニア革命も、発端はルーマニアのマジャール人問題であった。